# Eilema sericeoalba
Eilema sericeoalba är en fjärilsart som beskrevs av Rothschild 1912. Eilema sericeoalba ingår i släktet Eilema och familjen björnspinnare. Inga underarter finns listade i Catalogue of Life.